# Bert Stern
Bert Stern (Brooklyn, 3 ottobre 1929 – Manhattan, 26 giugno 2013) è stato un fotografo e regista statunitense.
Fu un celebre fotografo di moda.

## Biografia
Bert Stern nacque a Brooklyn nel 1929 da una famiglia di ebrei polacchi immigrati in America. Dal padre, che era anche lui fotografo, imparò le prime nozioni. A scuola non si distinse, tanto che non riuscì nemmeno a finire le superiori. Il suo primo lavoro fu come fattorino in una banca. Nel 1947 trovò impiego alla rivista Look dove ebbe la fortuna di incontrare l'art director Hershel Bramson che lo incoraggiò a studiare grafica e storia dell'arte e gli commissionò i primi piccoli lavori di pubblicità per articoli femminili. Nel 1949 Stern passò a Mayfair, una rivista femminile, ma contemporaneamente continuò a lavorare con Bramson che era invece passato a Flair. 
Nel 1951, durante la guerra di Corea, fu richiamato nell'esercito e inviato a Tokyo dove lavorò come fotografo e cineoperatore. Sotto le armi firmò le sue prime foto per un servizio sulle truppe per il Seattle Post. Al ritorno negli Stati Uniti, Stern riprese il sodalizio con Bramson che nel frattempo era diventato l'art director dell'agenzia che gestiva la pubblicità della vodka Smirnoff. L'agenzia era insoddisfatta delle foto di Erwin Blumenfeld e Branson convinse Stern ad accettare l'incarico di realizzare gli scatti per la campagna pubblicitaria. La prima foto, realizzata nel deserto del New Mexico, valse a Stern il premio dell'Art Director's Club e la seconda del 1955, scattata di fronte alla piramide di Giza in Egitto, gli diede una fama internazionale. 
Stern iniziò ad alternare il mestiere di fotografo pubblicitario a quello di fotografo di moda. Aprì uno studio sulla Quarantesima Strada a New York, nello stesso stabile dello studio di Irving Penn, ed iniziò a lavorare per riviste come Life, Seventeen, Fashion & Travel. Nel 1958 realizzò come regista, operatore e produttore il documentario sul festival del jazz di Newport che gli valse nel 1960 il premio come miglior documentario al Festival del Cinema di Venezia. Nel 1959 sposò in seconde nozze la ballerina classica Allegra Kent che gli diede due figli. Nel 1960 scattò la sua prima copertina di Vogue America e nel 1962 ricevette da Stanley Kubrik, che già conosceva dai tempi della rivista Look, l'incarico di seguire e realizzare un servizio su Sue Lyon, la giovanissima interprete del film Lolita. La carriera di Stern raggiunse l'apice: un contratto esclusivo con Vogue America, l'incarico con Life per ritrarre le più grandi stelle del cinema mondiale, da Liz Taylor a Marcello Mastroianni, e la direzione di lucrosissimi spot pubblicitari. 
La consacrazione avvenne quando Marilyn Monroe accettò di posare con lui per Vogue America. Il servizio fu programmato per il giugno 1962, in una suite del Bel Air Hotel a Los Angeles. Stern realizzò il servizio in due fasi. In una prima seduta operò da solo con una Graflex, una Nikon e una Hasselblad. Gli scatti furono essenzialmente ritratti e immagini di nudo parzialmente velato, ma in seguito Vogue richiese altri scatti, con una maggiore attenzione per l'abbigliamento, e questa volta furono presenti un redattore ed una stylist. La Monroe morì sei settimane dopo, ed il servizio uscì postumo.
La carriera di Stern continuò ad essere frenetica fino alla fine degli anni Sessanta. Il suo stile di vita, che lo vedeva lavorare senza sosta fra moda, pubblicità e spot pubblicitari che gli consentivano di mantenere un ménage familiare e lavorativo estremamente dispendioso con uno studio di quattro piani che impiegava più di 40 persone, lo portarono all'abuso di sostanze stupefacenti ed alla rovina del suo matrimonio. Stern continuò a lavorare, anche se in maniera meno concitata, per le più importanti riviste di moda nel nuovo millennio fino alla sua morte, avvenuta nel 2013. Il suo "Last Sitting" con Marilyn Monroe ha reso immortale la sua opera e continua ad essere a tutt'oggi oggetto di articoli e pubblicazioni 
.

## Filmografia

### Regista
- Jazz in un giorno d'estate (1959), presentato alla Lista di film preservati nel National Film Registry nel 1999.

### Fotografo di scena-pubblicitario
- Lolita (1962), non accreditato
- Appuntamento con un angelo (1987)
- American Masters (2006), episodio - Marilyn Monroe: Still Life

## Opere
- Marilyn Monroe, Taschen, 2020.
- Stern Portfolio, TeNeues, 2008.
- Flashing clicks in Vogue, Condé Nast, 2004.
- Marilyn Monroe: The Complete Last Sitting, Schirmer Art Books, 2006.
- Adventures, Bulfinch Press, 1997.
- The photo illustration, Thames & Hudson, 1974.

## Mostre
- Marilyn Monroe's The Red Party , Keyes Gallery, Sag Harbor, 2020[5]
- Marilyn Monroe's The Red Party,  HGU New York hotel, 2020, New York, 2020[6]
- Bert Stern – Moda & Cinema, Galleria Paci, Brescia, 2018[7]
- Bert Stern, Shapes & Symbols – Early advertising works 1953 – 1970, Galerie 36, Berlino, 2018[8]
- Portraits and stories, Galerie de l'istant, Parigi, 2013[9]
- Bert Stern – Cursum Perficio, Galleria Barbara Frigerio, Milano, 2011[9]
- Jewels, Izzy Gallery, Toronto,  2011[9]
- Stern in Stern, Staley - Wise, New York, 2007[10]
- Iknonen der Leinwand, Ernst Barlach Museum, Wedel, Germany, 2007[10]
- Der Pirelli-Kalender: Provokation und Mythos, Berlinische Galerie, Berlin, Germany, 2006[10]
- I Wanna Be Loved By You: Photographs of Marilyn Monroe, Brooklyn Museum of Art, Brooklyn, USA, 2005[10]
- Superstars: Das Prinzip Prominenz, Von Warhol bis Madonna, Kunsthalle, Vienna, Austria, 2005[10]
- The World Most Photographed, National Portrait Gallery, Londra, 2005[10]
- Buds, Blooms & Blossoms, Staley and Wise, New York,Usa, 2002[10]
- Adventures, Fahey-Klein gallery, Los Angeles Usa, 1997[11]
- Photography and printmaking, MoMA, New York, 1968[12]
- Photographs from the museum collections, MoMA, New York, 1959[12]